# Филигера
Филигера (итал. Filighera) — коммуна в Италии, располагается в регионе Ломбардия, в провинции Павия.
Население составляет 829 человек (2008 г.), плотность населения составляет 104 чел./км². Занимает площадь 8 км². Почтовый индекс — 27010. Телефонный код — 0382.
Покровителем коммуны почитается святой Иосиф Обручник, празднование 19 марта.

## Демография
Динамика населения:

## Администрация коммуны
- Официальный сайт: http://www.comune.filighera.pv.it/